# Caxambu (Minas Gerais)
Caxambu, amtlich portugiesisch Município de Caxambu, ist eine Stadt im Bundesstaat Minas Gerais in Brasilien. Sie hatte 21.705 Einwohner (Stand: 2010), die Caxambuenser genannt werden, geschätzt zum 1. Juli 2019 auf 21.656 Einwohner, und wurde 1901 als Vila de Caxambu gegründet. Sie liegt in den Mantiqueria-Bergen in einer Höhe um 900 Meter über Meer. Sie steht an 163. Stelle der 853 Munizips des Bundesstaats. Die Gemeindefläche beträgt rund 100,5 km². Die Hauptstadt Belo Horizonte ist 384 km entfernt.

## Herkunft des Namens
Der Name Caxambu stammt aus der Sprache der Tupi und bedeutet „Wasser mit Blasen“.

## Geographie
Umliegende Orte sind Baependi, Pouso Alto, Soledade de Minas und Conceição do Rio Verde.

## Geschichte
Am 16. November 1844 wurde die Freguesia de Nossa Senhora dos Remédios de Caxambu in dem Gebiet von Baependi gegründet. Aus diesem wurde die eigenständige Gemeinde Vila de Caxambu mit Munizipalstadtstatus ausgegliedert. 1956 erfolgte die Errichtung des gleichnamigen Distrikts.

## Heilquellen
Die Stadt ist bekannt für ihre Heilwasserquellen und Mineralbäder., woraus sich ihr Städtespitzname Stadt der Wasser ableitet. Das Mineralwasser wird in ganz Brasilien und bis nach Florida verkauft. Der Mineralwasser-Park von Caxambu (Parque das Águas de Caxambu) zählt zu den größten der Welt. Von den zwölf Mineralwasser-Brunnen mit medizinischer Wirkung liefern elf gashaltiges Wasser. Hier befindet sich auch der Kaltwassergeysir Gêiser Floriano de Lemos.
Mit anderen Städten der Region bildet sie den Circuito das Águas (Straße der Wasser), einen touristischen Rundweg.

## Söhne und Töchter der Stadt
- José Linhares (1886–1957), Präsident Brasiliens von 1945 bis 1946
- Ivon Curi (1928–1995), Sänger, Komponist und Schauspieler